# Landesbibliothekszentrum / Landesbüchereistelle

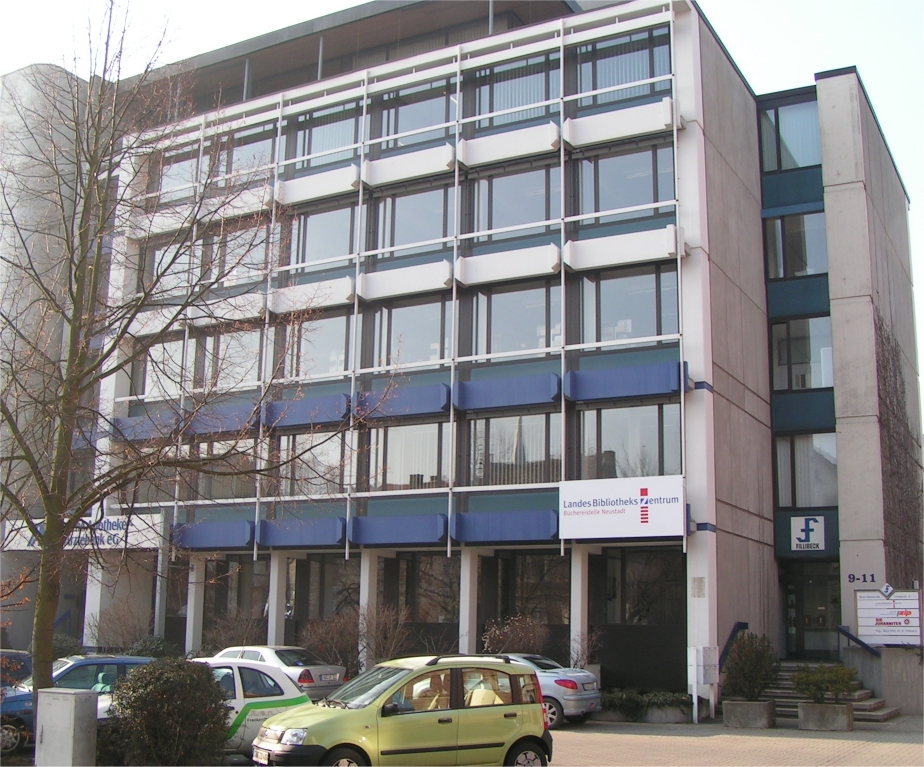
Büchereistelle Neustadt (2006)

Das Landesbibliothekszentrum / Landesbüchereistelle ist eine Beratungs- und Dienstleistungseinrichtung für Bibliotheken, Bibliotheksträger, Schulen und Kindergärten in Rheinland-Pfalz und gehört zu dem am 1. September 2004 gegründeten Landesbibliothekszentrum Rheinland-Pfalz. Für die Beratung in den ehemaligen Regierungsbezirken Rheinhessen und Pfalz ist die Landesbüchereistelle Neustadt, für die Beratung in den ehemaligen Regierungsbezirken Koblenz und Trier ist die Landesbüchereistelle Koblenz zuständig.
Wichtige Aufgaben sind die Unterstützung der Bibliotheken und die Leseförderung. Die Dienstleistungen der Landesbüchereistelle richtet sich insbesondere an kommunale öffentliche Bibliotheken und Schulbibliotheken sowie an Schulen und Kindergärten. Ziel der Arbeit ist es, die Bibliotheken in Rheinland-Pfalz nach fachlichen Vorstellungen zu entwickeln und regionale Unterentwicklungen auszugleichen. Durch fachliche Dienste, praktische Hilfen, Fördermittel, Fortbildung und Beratung wird die Weiterentwicklung und ein einheitlicher organisatorischer Aufbau der Bibliotheken in Rheinland-Pfalz gesichert.
Die Landesbüchereistelle fördert Literatur und Kultur, indem sie Veranstaltungen an die Bibliotheken der Region vermittelt oder zentral organisiert, wie z. B. im Rahmen der Bibliothekstage Rheinland-Pfalz.
Um die Leseförderung in den Bibliotheken, Schulen und Kindergärten zu unterstützen, bietet die Landesbüchereistelle leihweise Bilderbuchkinos, Klassensätze, Lesespaßkisten, thematische und fremdsprachige Medienkisten an. Zentral organisiert werden in Zusammenarbeit mit den kirchlichen Fachstellen Leseförderaktionen wie der „Bibliotheksführerschein“ für das 3./4. Schuljahr, die Aktion „Schultüte“ für Schulanfänger, der „Adventskalender“ und die Aktion „Lesewelten entdecken“ für die Zusammenarbeit von Bibliotheken mit Kindergärten.

## Geschichte
Die Geschichte der Landesbüchereistelle in Neustadt an der Weinstraße geht zurück auf die 1921 gegründete "Pfälzische Beratungsstelle für Volksbüchereien" mit Standorten in Speyer und Kaiserslautern. 1953 wurde die Büchereistelle nach Neustadt verlegt, die nach der Kommunalreform ab 1971 unter dem Namen "Staatliche Büchereistelle Rheinhessen-Pfalz" auch für die kommunalen Bibliotheken und Schulbibliotheken in Rheinhessen zuständig war.
Die Geschichte der Landesbüchereistelle in Koblenz geht zurück auf das Jahr 1948, als kurz nach der Gründung des Landes Rheinland-Pfalz die Landesregierung am 14. Dezember 1948 den Gründungserlass für eine „Staatliche Landesfachstelle für Büchereiwesen Rheinland-Pfalz“ verabschiedete.